# Forcipomyia goniognatha
Forcipomyia goniognatha är en tvåvingeart som beskrevs av Wirth och Messersmith 1971. Forcipomyia goniognatha ingår i släktet Forcipomyia och familjen svidknott. Inga underarter finns listade i Catalogue of Life.